# C/1929 Y1 (Wilk)
C/1929 Y1 (Wilk) – kometa długookresowa w Układzie Słonecznym.

## Odkrycie
Kometa została odkryta w 1929 roku przez polskiego astronoma Antoniego Wilka w Krakowie. W nazwie znajduje się zatem nazwisko jej odkrywcy.

## Orbita komety i właściwości fizyczne
Orbita komety C/1929 Y1 (Wilk) ma kształt bardzo wydłużonej elipsy o mimośrodzie 0,999. Jej peryhelium znajduje się w odległości 0,67 au od Słońca, a nachylenie do ekliptyki to wartość 124,5˚.
Jądro tej komety ma rozmiary kilku-kilkunastu km.